# Bobcat (voertuig)

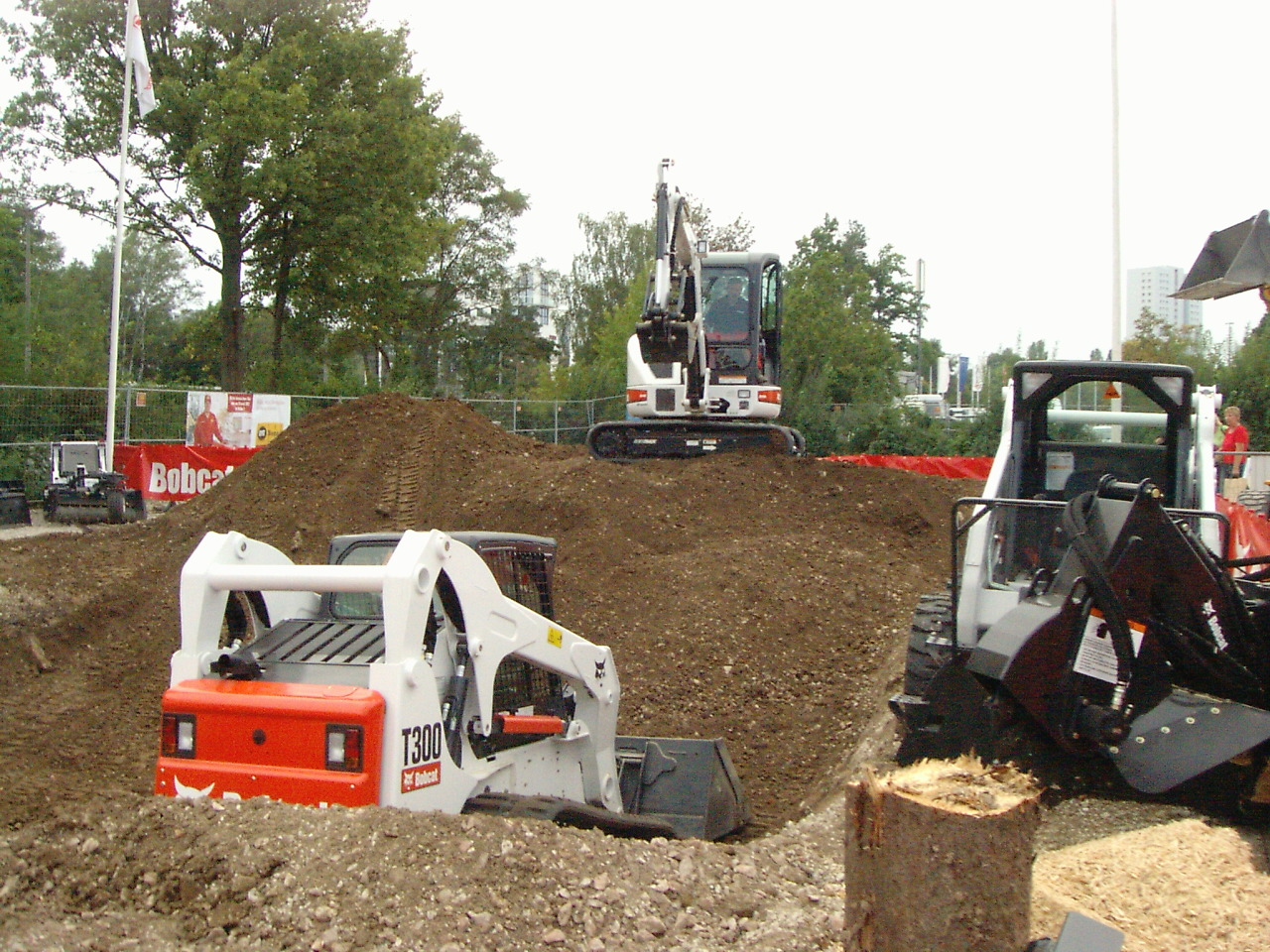
Bobcat-schrankladers, het product waarmee de firma bekend geworden is

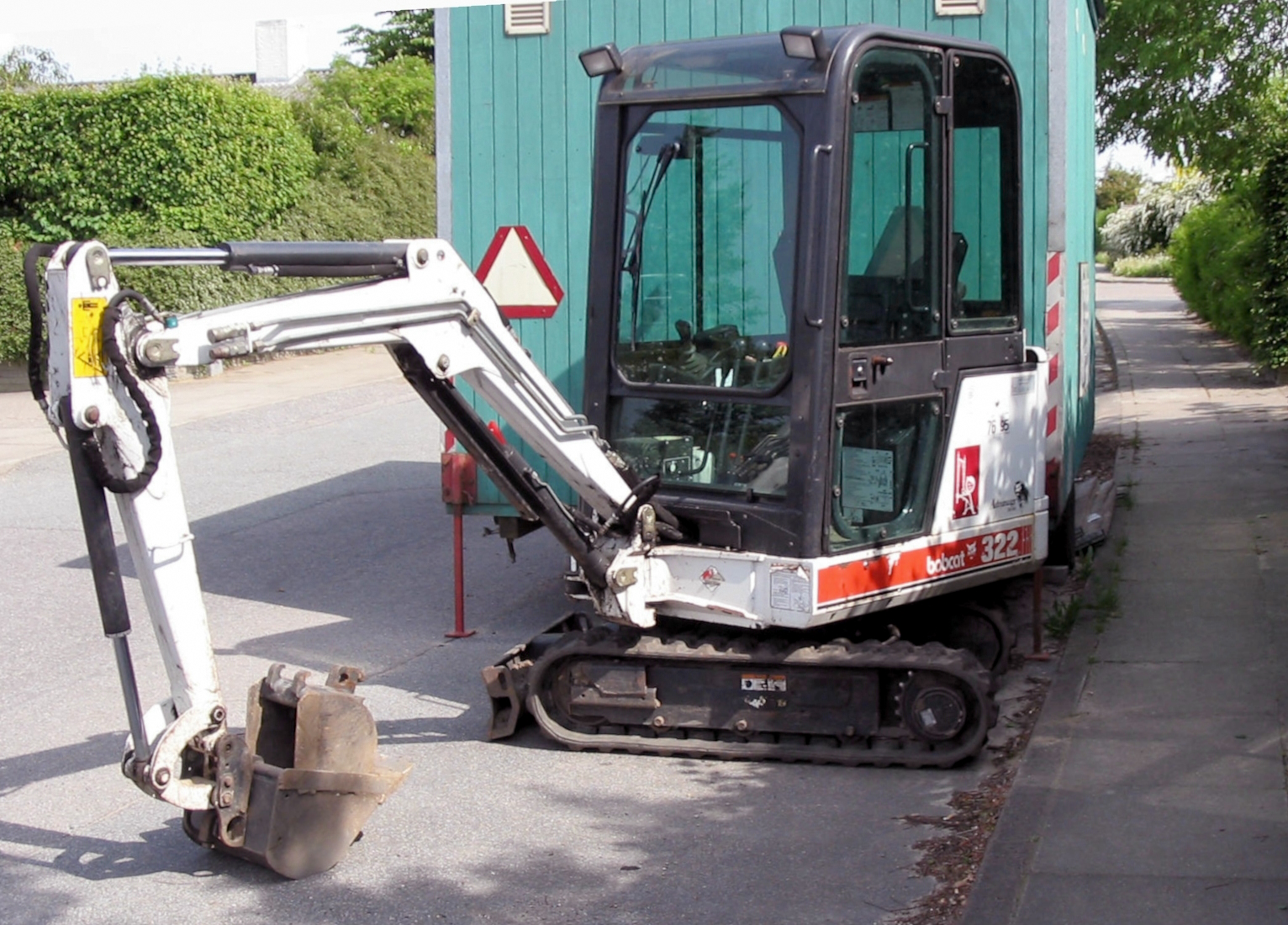
Bobcat 322-graafkraan

Bobcat is een merknaam van graafmachines die voornamelijk geproduceerd worden in Amerika, Tsjechië en Frankrijk.

## Geschiedenis
Het bedrijf werd in de jaren 50 opgericht door de familie Melroe in Bismarck (North Dakota), waarvan alle leden nauw bij het bedrijf betrokken waren. In 1958 kocht Melroe de rechten van de Keller lader, die daarna verder ontwikkeld werd. Melroe bracht met de lancering van de M-200 een driewiellige lader met 12,9 pk motor op de markt. Weer een jaar later kwam de eerste vierwielaangedreven schranklader op de markt. Het bedrijf maakte in de jaren erna een sterke ontwikkeling door, waarna het in 1969 door Clark Equipment werd overgenomen. In 1995 verkocht Clark de onderneming aan Ingersoll-Rand, gevestigd in Bermuda. In 2000 nam Ingersoll-Rand het bedrijf Sambron over, dat men hernoemde tot Bobcat France. Rond dezelfde tijd werd ook een Tsjechische fabrikant van graafmachines overgenomen, Superstav. Het gehele productgamma van deze bedrijven werd vervangen door Bobcat-producten. In april 2007 maakte Ingersoll-Rand bekend dat het alternatieven zocht voor Bobcat en in juli van dat jaar werd Bobcat aan Doosan Infracore (Zuid-Korea) verkocht voor een bedrag van 4,9 miljard euro.
Hoewel men zich aanvankelijk vooral op boeren richtte, worden Bobcats tegenwoordig voornamelijk in de bouw gebruikt. Ook worden ze veelvuldig ingezet in de binnenvaart, om de los gestorte lading in het laadruim van binnenschepen bijeen te schuiven.

## Herkomst van de naam
De naam komt van de Engelse benaming voor de rode lynx, een dier dat op elk moment snel van richting kan veranderen. De eerste Bobcat was een schranklader, een soort shovel waarbij het sturen gaat doordat de wielen aan de linker- en rechterzijde in tegengestelde richting draaien (het principe van een tank). De naam Bobcat staat in de bouwwereld synoniem voor schranklader.

## Verschillende soorten Bobcats
Tegenwoordig zijn er verschillende productcategorieën van Bobcat. Bobcat richt zich vandaag de dag niet uitsluitend op graafmachines, maar bieden ze ook Laders,Verreikers, Knikladers, Quads, Toolcats en aparte onderdelen. In iedere categorie is Bobcat een van de marktleiders